# Appeltern
Appeltern est un village appartenant à la commune néerlandaise de West Maas en Waal. En 2009, le village a 800 habitants.
Appeltern est situé sur la rive droite de la Meuse. Un bac relie Appeltern à Megen.
Appeltern fut une commune indépendante jusqu'au 1er janvier 1984. À cette date, Appeltern et Dreumel furent rattachés à Wamel. La nouvelle commune ainsi formée a changé son nom officiellement le 1er juillet 1985 en West Maas en Waal.

## Galerie

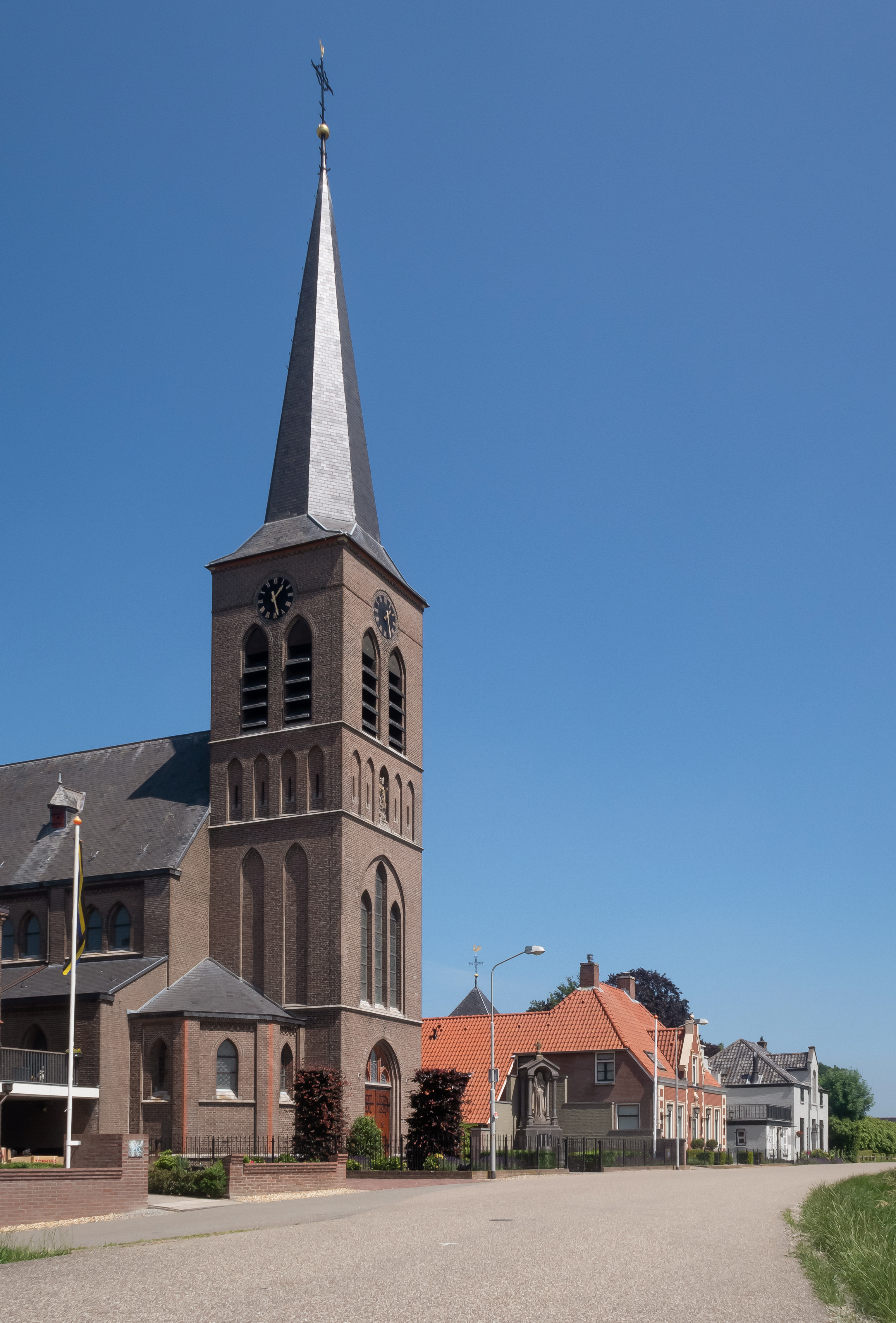
Appeltern, l'église de Sint Servatiuskerk
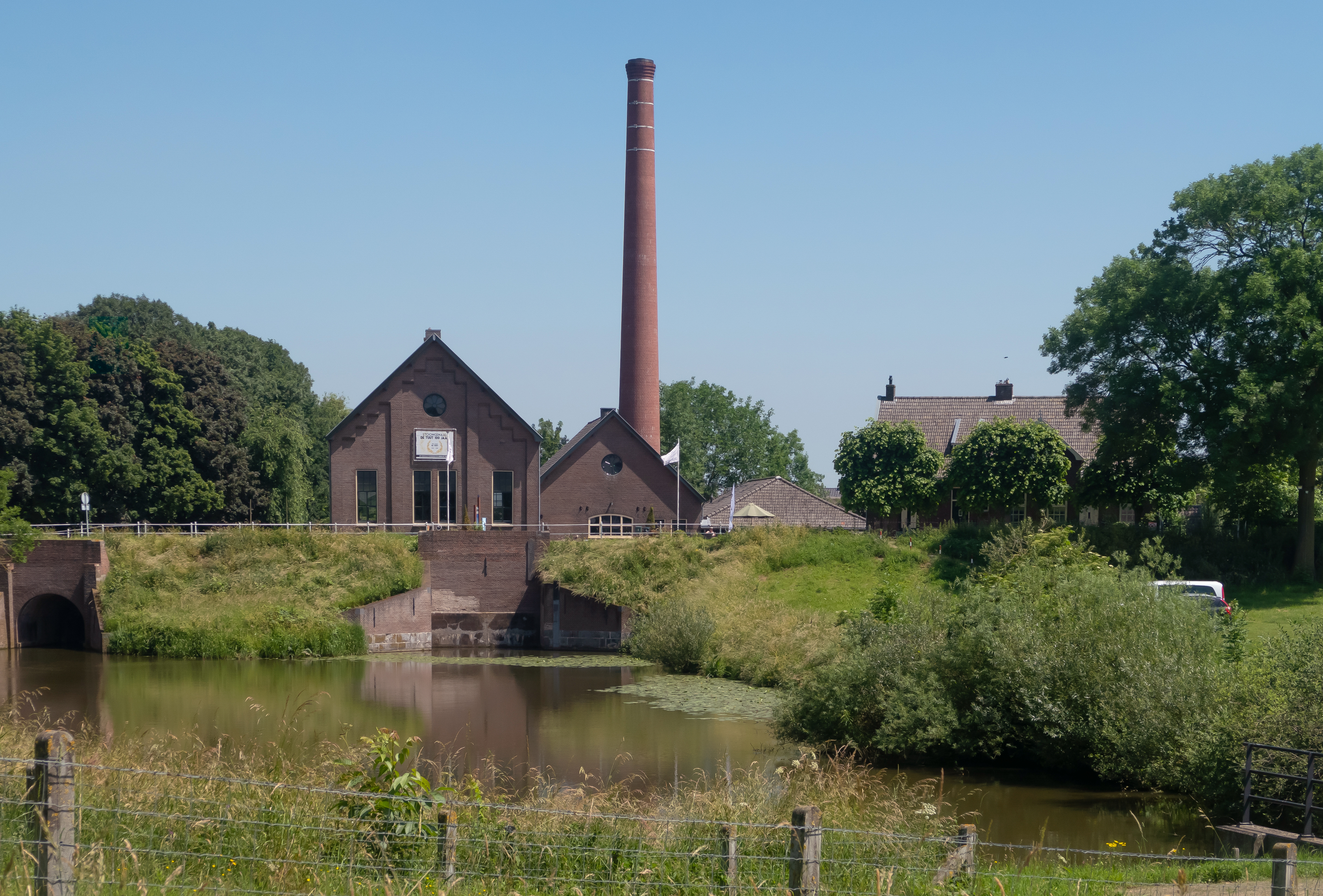
Appeltern, station de pompage de Tuut
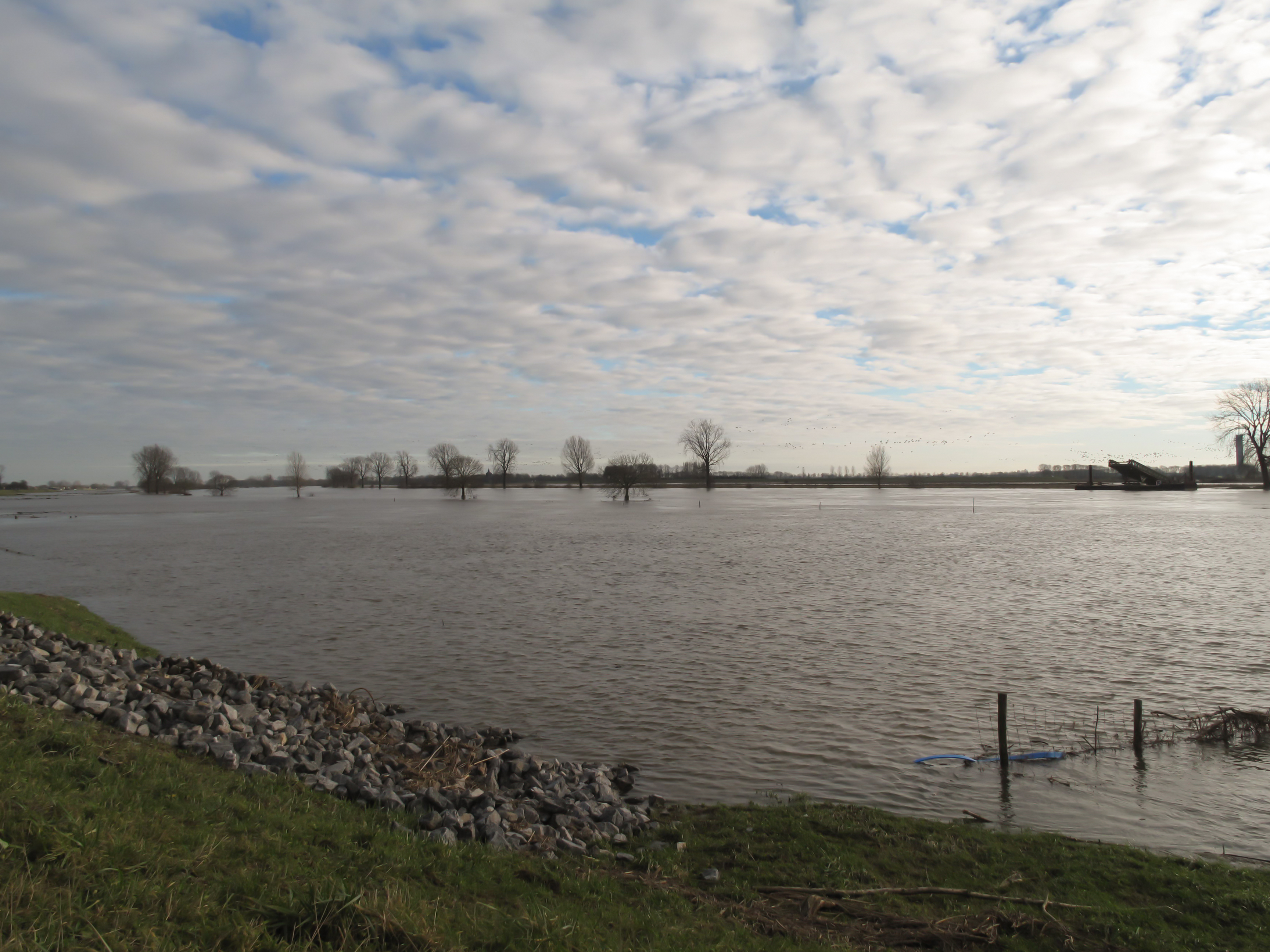
Appeltern, rivière de Maas